# Provinz Carrasco
Carrasco ist eine Provinz im östlichen Teil des Departamento Cochabamba im südamerikanischen Anden-Staat Bolivien.

## Lage
Die Provinz ist eine von sechzehn Provinzen im Departamento Cochabamba. Sie grenzt im Nordwesten an die Provinz Chapare, im Westen an die Provinz Tiraque und die Provinz Arani, im Südwesten an die Provinz Mizque, im Südosten an die Provinz Narciso Campero, und im Osten an das Departamento Santa Cruz.
Die Provinz erstreckt sich etwa zwischen 15° 56' und 18° 02' südlicher Breite und 64° 42' und 66° 00' westlicher Länge, ihre Ausdehnung von Westen nach Osten beträgt 110 Kilometer, von Norden nach Süden 230 Kilometer.

## Bevölkerung
Die Einwohnerzahl der Provinz Carrasco ist in den vergangenen drei Jahrzehnten auf mehr als das Doppelte angestiegen:
| Jahr | Einwohner | Quelle       |
| ---- | --------- | ------------ |
| 1992 | 77 814    | Volkszählung |
| 2001 | 116 205   | Volkszählung |
| 2012 | 135 097   | Volkszählung |
| 2024 | 176 061   | Volkszählung |

42,7 Prozent der Bevölkerung sind jünger als 15 Jahre, der Alphabetisierungsgrad in der Provinz beträgt 70,4 Prozent.  (1992)
68,8 Prozent der Bevölkerung sprechen Spanisch, 87,4 Prozent Quechua, 3,3 Prozent Aymara, und 1,0 Prozent andere indigene Sprachen. (1992)
94,9 Prozent der Bevölkerung haben keinen Zugang zu Elektrizität, 72,3 Prozent leben ohne sanitäre Einrichtung (1992).
82,2 Prozent der Einwohner sind katholisch, 15,2 Prozent sind evangelisch (1992).

## Gliederung
Die Provinz Carrasco gliederte sich bei der letzten Volkszählung von 2012 in sechs Verwaltungsbezirke (belivianisch: Municipios):
- 03-1201 Municipio Totora – 14.766 Einwohner
- 03-1202 Municipio Pojo – 11.840 Einwohner
- 03-1203 Municipio Pocona – 12.216 Einwohner
- 03-1204 Municipio Chimoré – 27.374 Einwohner
- 03-1205 Municipio Puerto Villarroel – 64.345 Einwohner
- 03-1206 Municipio Entre Ríos – 45.520 Einwohner

## Ortschaften in der Provinz Carrasco
- Municipio Totora
  - Totora 1925 Einw.

- Municipio Pojo
  - Pojo 584 Einw.

- Municipio Pocona
  - Chullchungani 518 Einw. – Lope Mendoza 455 Einw. – Pocona 440 Einw. – Cocapata 391 Einw. – Huayapacha 303 Einw.

- Municipio Chimoré
  - Chimoré 6219 Einw. – Cezarzama 1161 Einw. – Senda B Nueva Canaan 1073 Einw. – Senda Tres 1041 Einw. – Senda D 825 Einw.

- Municipio Puerto Villarroel
  - Ivirgarzama 8255 Einw. – Valle Sacta 2704 Einw. – Puerto Villarroel 2072 Einw. – Mariposas 1285 Einw. – Vueltadero 1003 Einw. – Paraíso 838 Einw. – Transversal 661 Einw. – Senda VI 549 Einw. – Primero de Mayo 545 Einw. – Valle Ivirgarzama 458 Einw. – Chasqui 443 Einw. – Valle Ivirza 433 Einw. – Senda Cinco 139 Einw.

- Municipio Entre Ríos
  - Entre Ríos 7347 Einw. – Bulo Bulo 3786 Einw. – Manco Kapac 2603 Einw. – Río Blanco Agrario 1210 Einw. – Isarzama 1036 Einw. – Chancadora 604 Einw. – Gualberto Villaroel Uno 539 Einw.